# Legion of Boom
Legion of Boom era il soprannome utilizzato per la linea secondaria dei Seattle Seahawks dal 2012 al 2017, originariamente costituita da Brandon Browner, Kam Chancellor, Richard Sherman e Earl Thomas.

## Antefatti

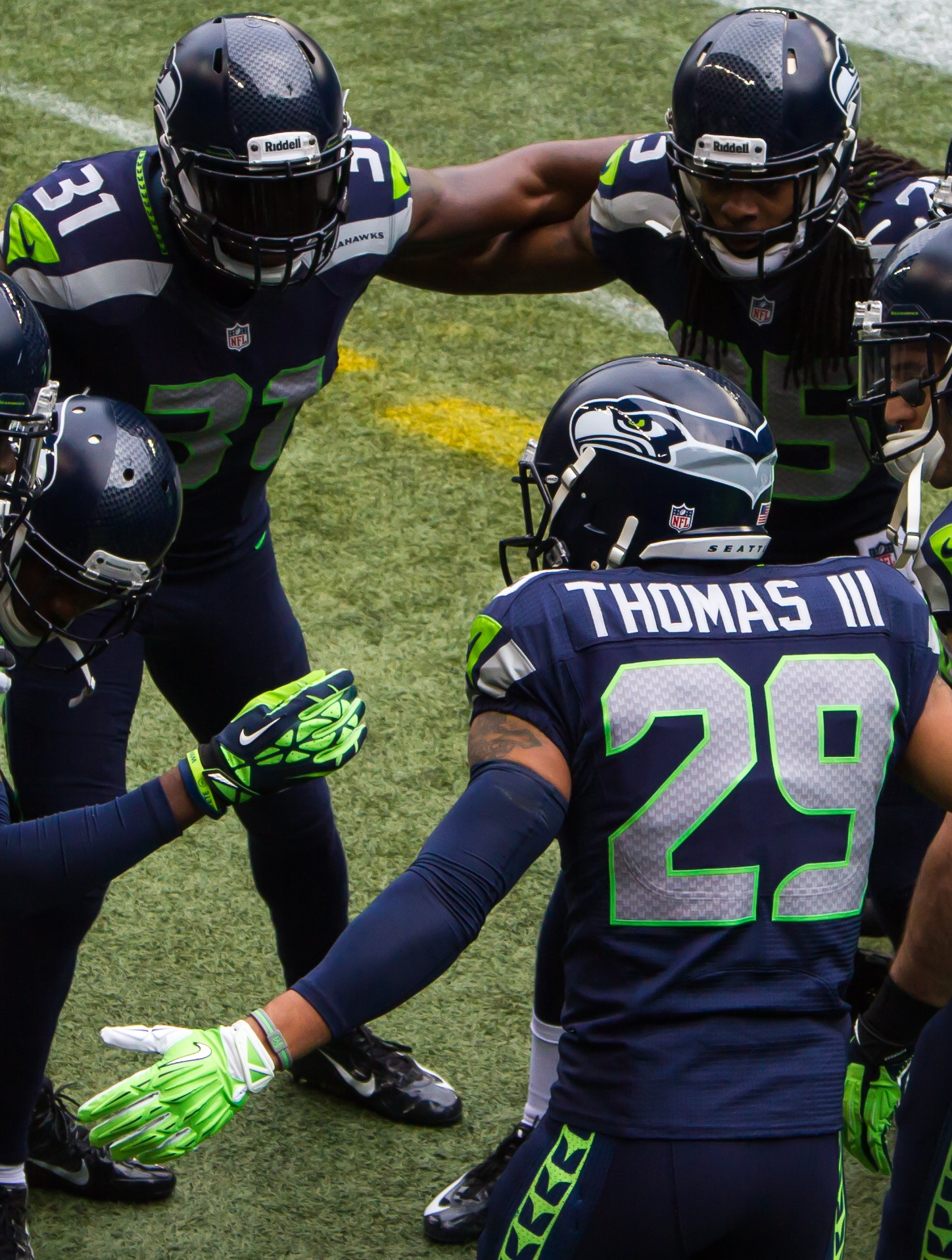
I Legion of Boom: Chancellor (31), Sherman (25) e Thomas (29).

Prima della stagione 2011, i Seahawks scelsero nel Draft il cornerback Richard Sherman nel quinto giro e firmarono il cornerback Brandon Browner come free agent dai Calgary Stampeders della Canadian Football League, andandoli ad aggiungere alle scelte del 2010, la free safety Earl Thomas e la strong Safety Kam Chancellor. Si incontrarono per la prima volta durante lo sciopero NFL del 2011 a una partita di basket contro Jamal Crawford. Dopo l'infortunio occorso a Marcus Trufant, Sherman disputò la prima gara in carriera come titolare il 30 ottobre 2011 contro i Cincinnati Bengals, in quella che fu la prima partenza di tutti e quattro i membri assieme come titolari. L'alto livello delle prestazioni fornite dal gruppo nel resto della stagione 2011 avrebbe ispirato il soprannome.
L'origine del termine "Legion of Boom" è dichiarato essere avvenuto nella stazione radiofonica 710 ESPN Seattle's durante la trasmissione "Bob and Groz" del 2 agosto 2012 quando Kam Chancellor apparve nello show, facendo notare che la secondaria "fa boom". Nacque così una discussione su quale dovesse essere il nome della notevole linea secondaria e il termine "Legion of Boom" divenne celebre su Twitter.. Poco dopo, la ricerca del termine su Google esplose. Il termine divenne così utilizzato spesso da media quali NFL.com e il commentatore di ESPN Jon Gruden. Nike nel 2013 ha iniziato a fornire abbigliamento con il marchio "Legion of Boom" grazie alla crescente popolatirità del gruppo. Un articolo di EPSN paragonò il soprannome ad altre grandi difese della storia della NFL come i Monsters of the Midway e la Steel Curtain

## Caratteristiche tecniche
Kam Chancellor, 191 cm per 105 kg era la strong safety più alta e e pesante della NFL ed è noto per i suoi colpi particolarmente duri. Fu scelto come 133º assoluto nel quinto giro del Draft 2010.
Richard Sherman è alto 188 cm, uno dei cornerback più alti della lega, ed ha fatto registrare la maggiore elevazione nella storia del programma di ESPN SportScience. Fu scelto come 154º assoluto nel quinto giro del Draft 2011.
Earl Thomas è il membro più basso dei Legion of Boom, essendo alto 178 cm. È stato descritto da Sports Illustrated come "una grandissima safety in grado di coprire ogni zona del campo, coprendo un'angolazione pazzesca e leggendo le giocate con precisione microscopica". Fu scelto come quattordicesimo assoluto nel primo giro del Draft 2010

## Riconoscimenti e vittorie

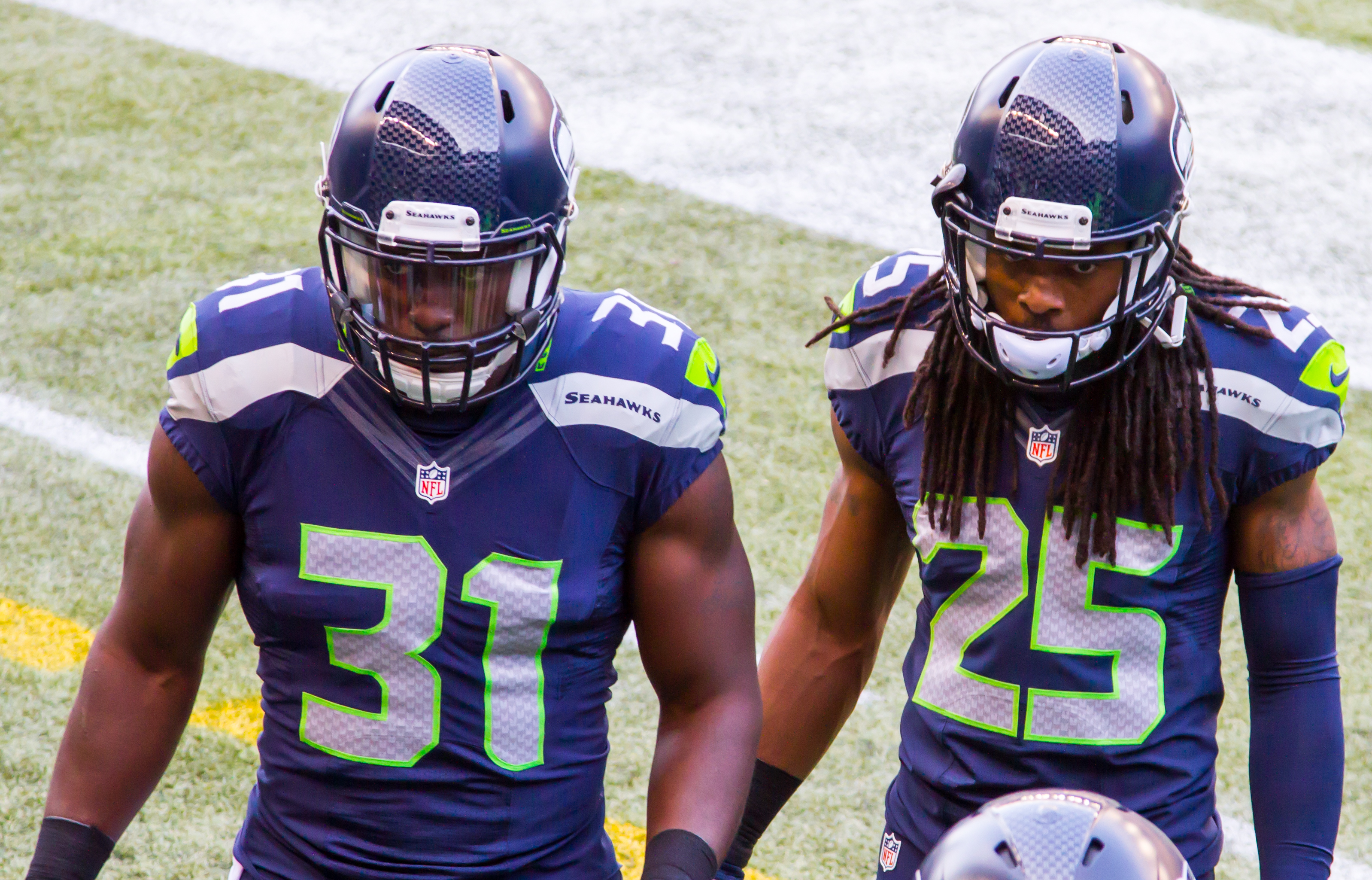
Chancellor e Sherman nel 2014.

Dopo la stagione 2011, Thomas, Chancellor e Browner furono convocati per il Pro Bowl, Thomas fu anche inserito nel Second-team All-Pro. Browner si classificò al quarto posto nella lega con 6 intercetti
Dopo la stagione 2012, sia Sherman che Thomas furono inseriti nel First-team All-Pro. Sherman terminò al secondo posto nella NFL con 8 intercetti. Inoltre, la difesa della squadra terminò prima per il minor numero di punti concessi e seconda per il minor numero di passaggi da touchdown concessi. L'arcigna difesa di Seattle contribuì a limitare e a vincere gare contro quarterback del calibro di Aaron Rodgers, Tom Brady e Tony Romo.
Nel 2013, Sherman, Thomas e Chancellor furono convocati per il Pro Bowl. La Legion of Boom fu al primo posto della lega per il minor numero di punti subiti, yard concesse, passaggi da touchdown concessi ed ebbero la miglior difesa complessiva. Sherman guidò la NFL con 8 intercetti e la squadra fu la prima della lega per intercetti. Sherman e Thomas furono inseriti nel First-team All-Pro mentre Chancellor nel Second-team.. Nei playoff di quell'anno, grazie in buona parte anche alla difesa e alle giocate della Legion of Boom, i Seahawks raggiunsero il secondo Super Bowl della storia della franchigia. Il 2 febbraio 2014, nel Super Bowl XLVIII vinto per 43-8 contro i Denver Broncos, la difesa di Seattle annullò l'attacco dei Broncos che nella stagione regolare aveva stabilito il record NFL per il maggior numero di punti segnati.
Nel 2014 Sherman, Thomas e Chancellor furono nuovamente convocati tutti per il Pro Bowl. Come l'anno precedente, Thomas e Sherman furono inseriti nel First-team All-Pro mentre Chancellor nel Second-team. La squadra divenne la prima a guidare la NFL nel minor numero di punti subiti per tre anni consecutivi dai Minnesota Vikings nel periodo 1969-71.
Nel 2015, Sherman, Thomas e Chancellor furono ancora tutti convocati per il Pro Bowl.
In ogni anno a partire dal 2011, almeno tre membri dei "Legion of Boom" sono stati nominati come All-Pro o convocati per il Pro Bowl.

## Altri membri
Dopo le sospensioni di Brandon Browner nel 2012 e 2013, il termine "Legion of Boom" è stato esteso, oltre ai quattro membri originali, ai cornerback di riserva Byron Maxwell, Jeremy Lane e Walter Thurmond, che sono anch'essi divenuti noti come membri della "Legion of Boom".

## Statistiche
| Anno | Yard passate | Class. | Passaggi da TD | Class. | Intercetti | Class. |
| ---- | ------------ | ------ | -------------- | ------ | ---------- | ------ |
| 2011 | 3.518        | 11     | 18             | 6      | 22         | 4      |
| 2012 | 3.250        | 6      | 15             | 2      | 18         | 8      |
| 2013 | 2.751        | 1      | 16             | 2      | 28         | 1      |
| 2014 | 2.970        | 1      | 17             | 2      | 13         | 18     |
| 2015 | 3.364        | 2      | 14             | 1      | 14         | 13     |
| 2016 | 3.612        | 8      | 16             | 3      | 11         | 21     |
| 2017 | 3.347        | 6      | 19             | 7      | 14         | 14     |

- Tutte le statistiche da Pro Football Reference[29][30][31][32][33][34][35]